# Grzegorz Gościński
Grzegorz Gościński (ur. 23 maja 1936 w Koninie, zm. 28 czerwca 2020 tamże) – polski działacz partyjny i państwowy, w latach 1975–1982 prezydent Konina, w latach 1982–1990 wicewojewoda koniński.

## Życiorys
Syn Jana i Kazimiery. Kształcił się w Wieczorowym Uniwersytecie Marksizmu-Leninizmu. W 1967 wstąpił do Polskiej Zjednoczonej Partii Robotniczej. Od 1969 do 1970 był sekretarzem Komitetu Zakładowego przy Konińskich Zakładach Naprawczych Przemysłu Węgla Brunatnego i jednocześnie członkiem egzekutywy Komisji Ekonomicznej Komitetu Powiatowego PZPR w Koninie. W latach 1973–1975 należał do egzekutywy Komitetu Powiatowego PZPR w Koninie, następnie w 1975 pełnił w nim funkcję sekretarza ds. ekonomicznych. W latach 1975–1982 zajmował stanowisko prezydenta Konina, a od 1982 do 1990 pełnił funkcję wicewojewody konińskiego. W III RP działał jako prokurent prywatnych spółek, zasiadał też m.in. w radzie nadzorczej wydawnictwa „Przegląd Koniński”.
Odznaczony m.in. Srebrnym Krzyżem Zasługi.